# Борисфен (колонія)
Борисфен (дав.-гр. Βορυσθένης), Борисфеніда, Березанське поселення — найдавніша грецька колонія в Північному Причорномор'ї. За найпоширенішою версією була заснована в 645—644 до н. е. вихідцями з Мілета — при впадінні Дніпра-Борисфена в Чорне море, поблизу сучасного міста Очакова — на довгій косі, що сильно видавалася у море, а згодом взагалі перетвориласяся на острів, нині відомий під назвою Березань.
На думку українського археолога Андрія Добролюбського, Борисфен також міг бути розташований на місці сучасної Одеси. Про це, принаймні, свідчать численні археологічні знахідки.
В античній літературній традиції цю назву мала й Ольвія.
Спочатку Борисфен був самостійним полісом, у 2-й половині VI століття до н. е. він ввійшов до складу Ольвійської держави.
Наявність регулярного планування житлових кварталів, системи водопостачання, залишки монументальних споруд громадського призначення і храмів указують, що з того часу поселення почало набувати міського вигляду.
З 2-ї половини V століття до н. е. поселення прийшло в занепад.
У І—III ст.ст. до н. е. стало однією з головних сакральних зон культу Ахілла Понтарха в Нижньому Побужжі.
На городищі знайдено давню родоську та іонійську кераміку, кераміку елліністичної доби. Відкриті напівземлянки і кам'яні багатокімнатні будинки елліністичного часу. Серед знахідок багато монет ольвійського карбування.
У полісі виплавляли примітивні гроші у вигляді дволопатевих наконечників стріл — монети-стрілки.

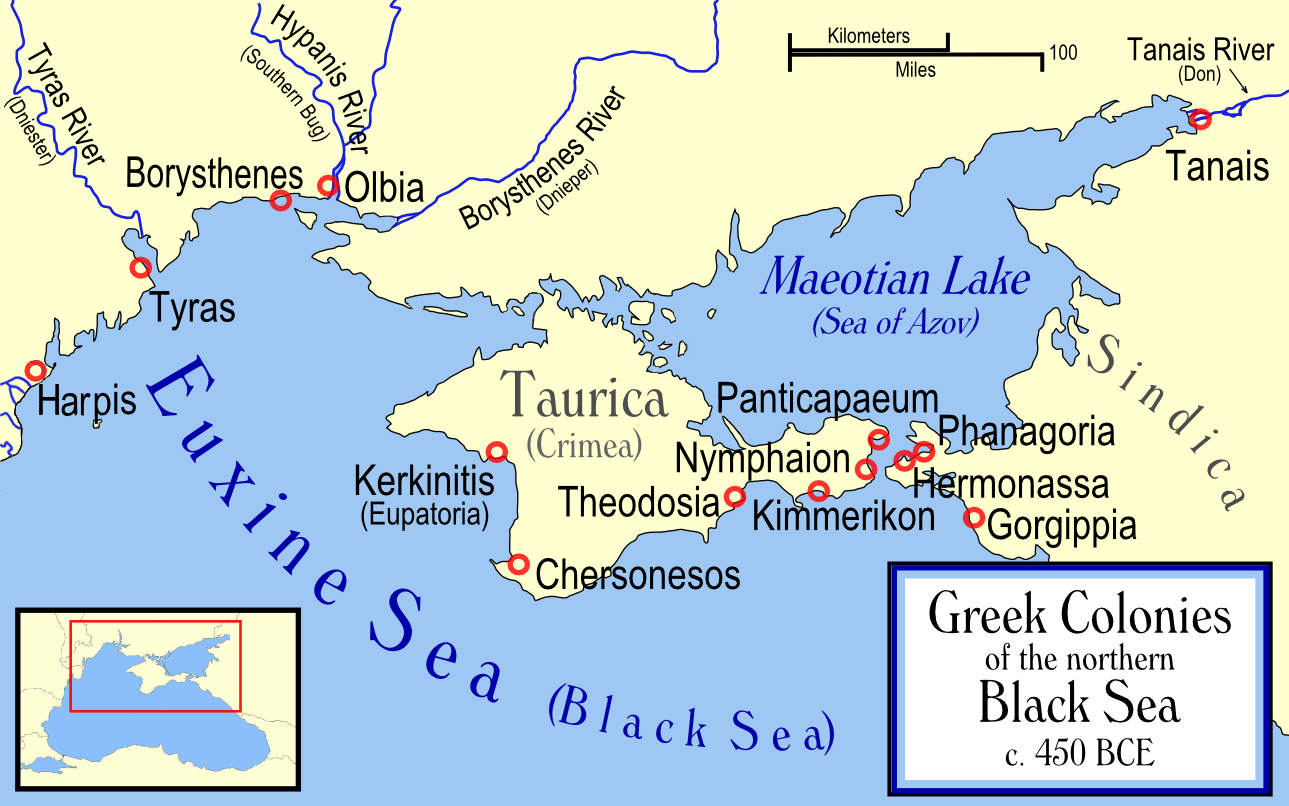
Античні колонії Північного Причорномор'я (англ.)
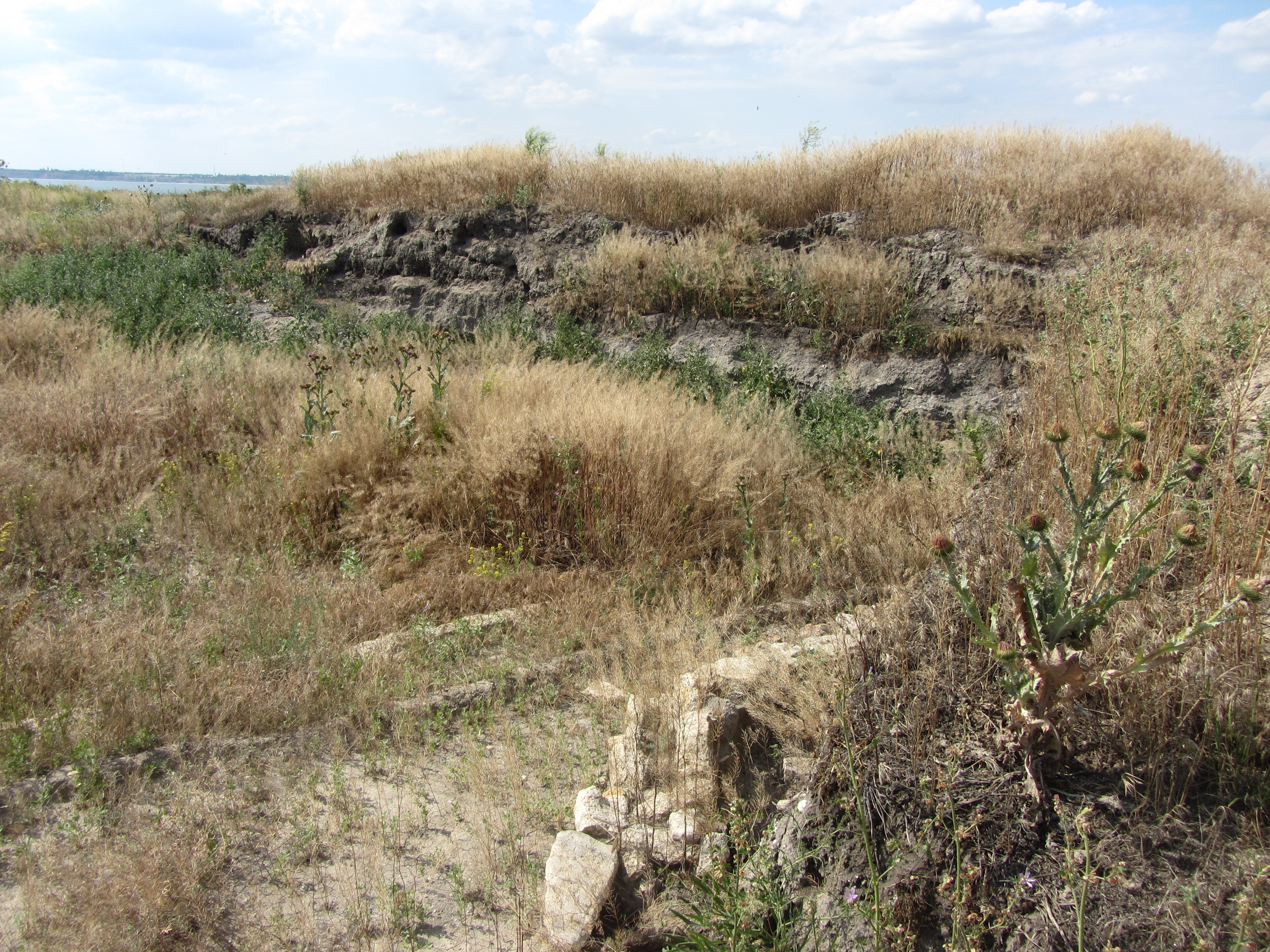
Залишки Березанського городища
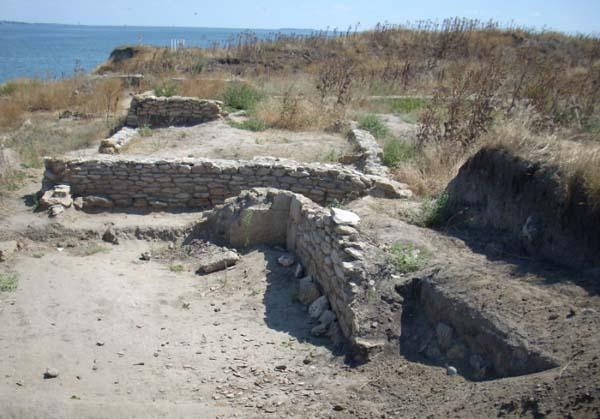
Археологічні розкопки на місці поселення
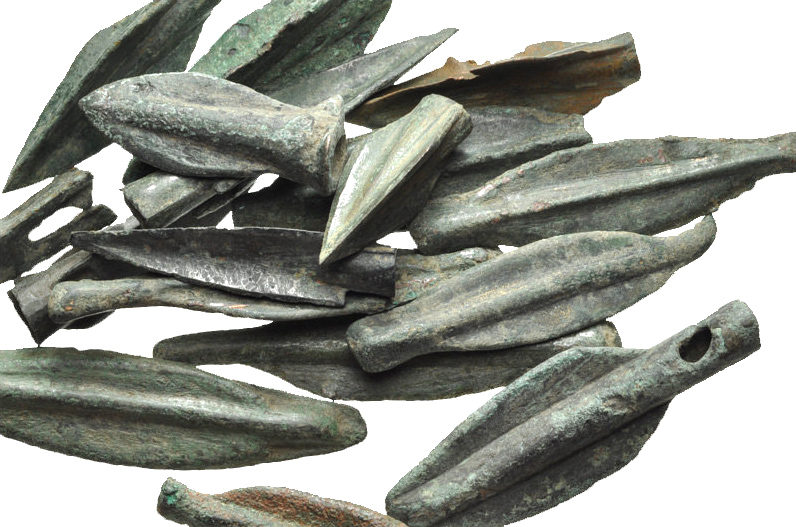
Монети-стрілки